# Campen
Campen - tant en baix alemany com en alemany - és un poble del municipi de Krummhörn al districte d'Aurich a Baixa Saxònia a Alemanya. El 31 de desembre de 2012 tenia 474 habitants. Fins a la reorganització administrativa del 1972 era un municipi independent. És regat per una xarxa de weterings, del qual el principal és el Campener Tief que desguassa via el Groothuser Tief.

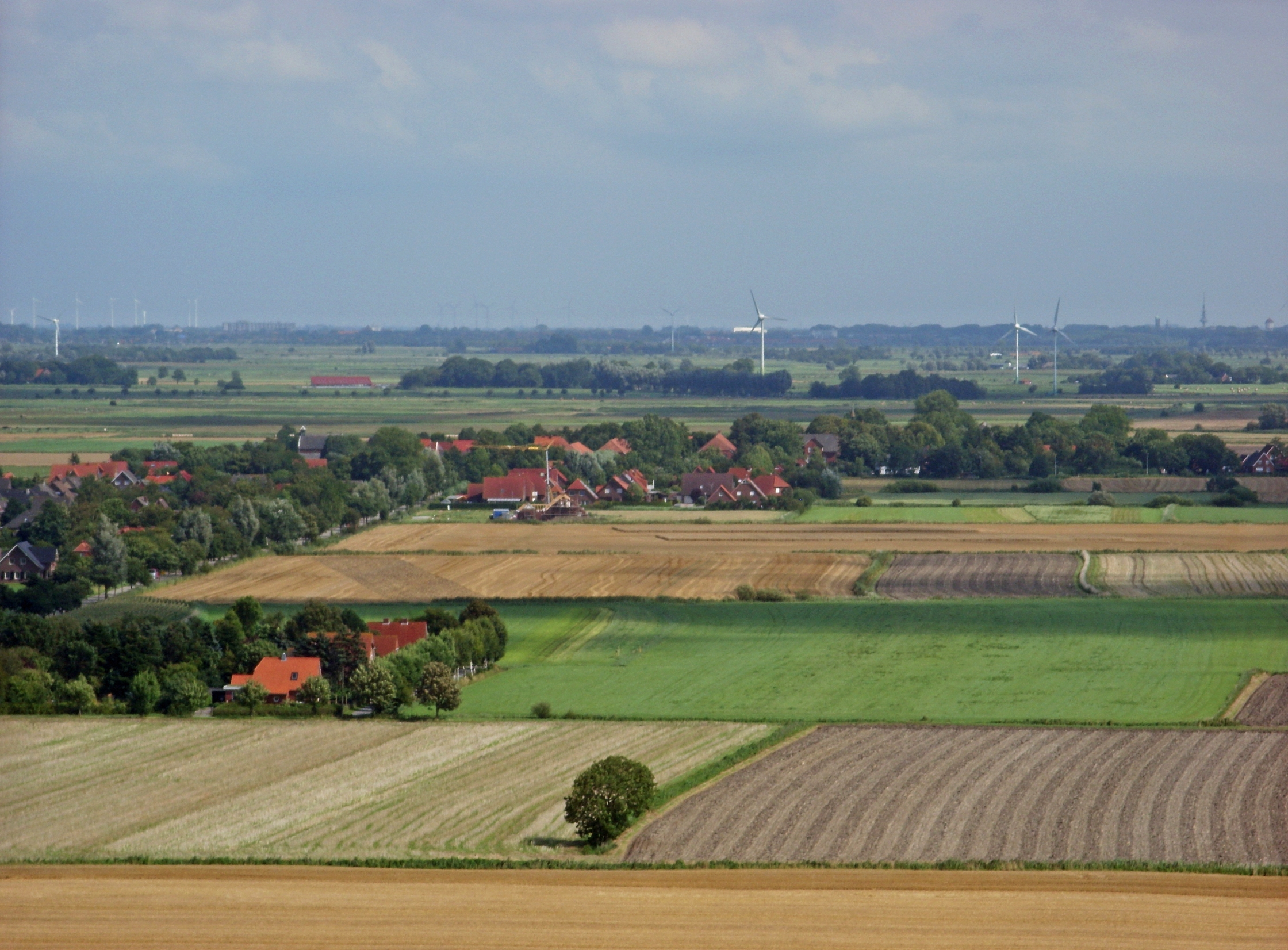
El poble vist des del far

El nom prové de la paraula frisona, kamp (camp) i significa «als camps». És un típic exemple d'un poble de forma circular, damunt d'un terp, un pujol artificial construït com a protecció contra les aigües altes. Antigament, el nom s'escrivia Kampen, però a l'inici del segle xx va prendre l'ortografia actual per a distingir-lo del seu homònim Kampen a Sylt.
Campen és un vell assentament frisó que data de la baixa edat mitjana. El 1564 esdevé la propietat de Caterina Vasa, filla del rei de Suècia i esposa del comte Edzard II d'Ostfriesland, que va imposar un pastor luterà contra la voluntat de la població que s'adherí a l'Església Reformada de Calví. Va passar fins al 1640 perquè tornés un pastor calvinista. El 1744 esdevingué prussià com a tota la Frísia Oriental. Un inventari prussià del 1756 mostra que Campen era principalment un poble d'artesans i de masovers, una situació que va mantenir-se fins a l'inici del segle xx.
Fins a la construcció del ferrocarril d'Emden a Greetsiel el 1906 la xarxa de canals de desguàs també tenia un paper important pel transport de mercaderies amb petites embarcacions planes, els anomenats loogschiffs. Eren més practicables que els camins d'argila quasi sempre humits i relliscosos. El ferrocarril va ser suprimit el 1963. Fins a la primera meitat del segle XX s'hi extreia la torba, el principal producte d'exportació al costat de la producció agrícola. En l'actualitat, l'activitat econòmica principal és l'agricultura i el turisme. El far atreu uns 14.000 visitants per any. Avui molta gent troba feina als serveis i la indústria de la ciutat d'Emden.
El segle XX i les dues guerres mundials van passar quasi inapercebuts al poble de Campen. Hi ha hagut un petit camp de concentració amb divuit presoners serbis que havien d'ajudar els camps. Després de la Segona Guerra Mundial va acollir molts expulsats d'enllà de la nova frontera oriental de l'Alemanya: gairebé un quart de la població. L'1 de juliol del 1972 va perdre el seu estatut de municipi independent i va ser incorporat en el nou municipi del Krummhörn.
Llocs d'interès
- El Far de Campen, amb els seus 65,3 metres el més alt d'Alemanya[2]
- El Museu de l'Agricultura de Frísia oriental (Ostfriesisches Landwirtschaftsmuseum) en dues masies tipus gulfhuus.[6]
- Els senders per a vianants lents a l'estuari de l'Ems a l'inici del Mar de Wadden
- Església, iniciada vers la fi del segle xiii (gòtic de maons o backsteingothik). El campanar, un edifici separat del temple que conté una de les campanes més antigues de Frísia (1295) i l'orgue (1835), d'un constructor desconegut que va utilitzar parcialment material d'un orgue de cambra més antic.

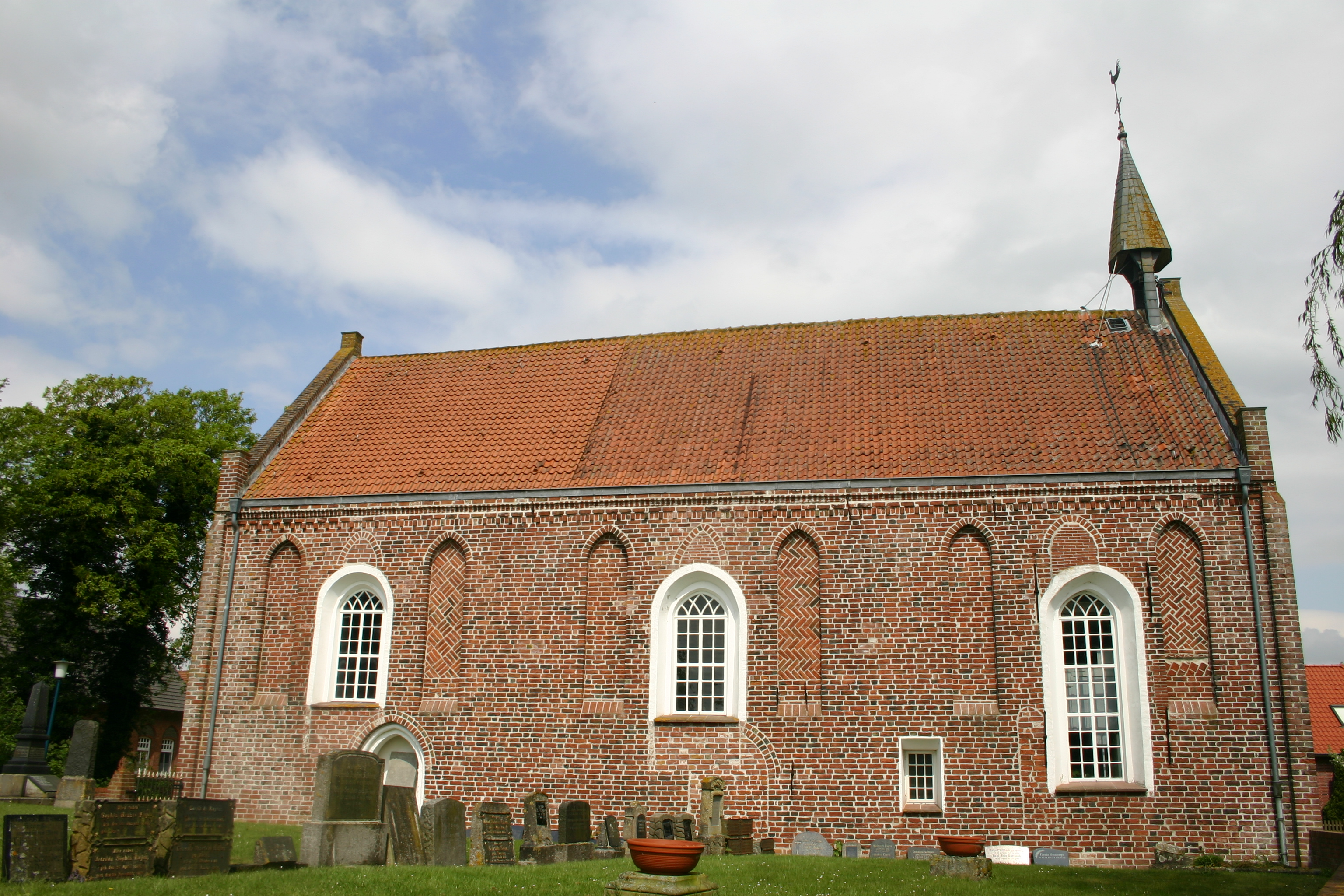
Església de estil gòtic de maons (Backsteingothik)
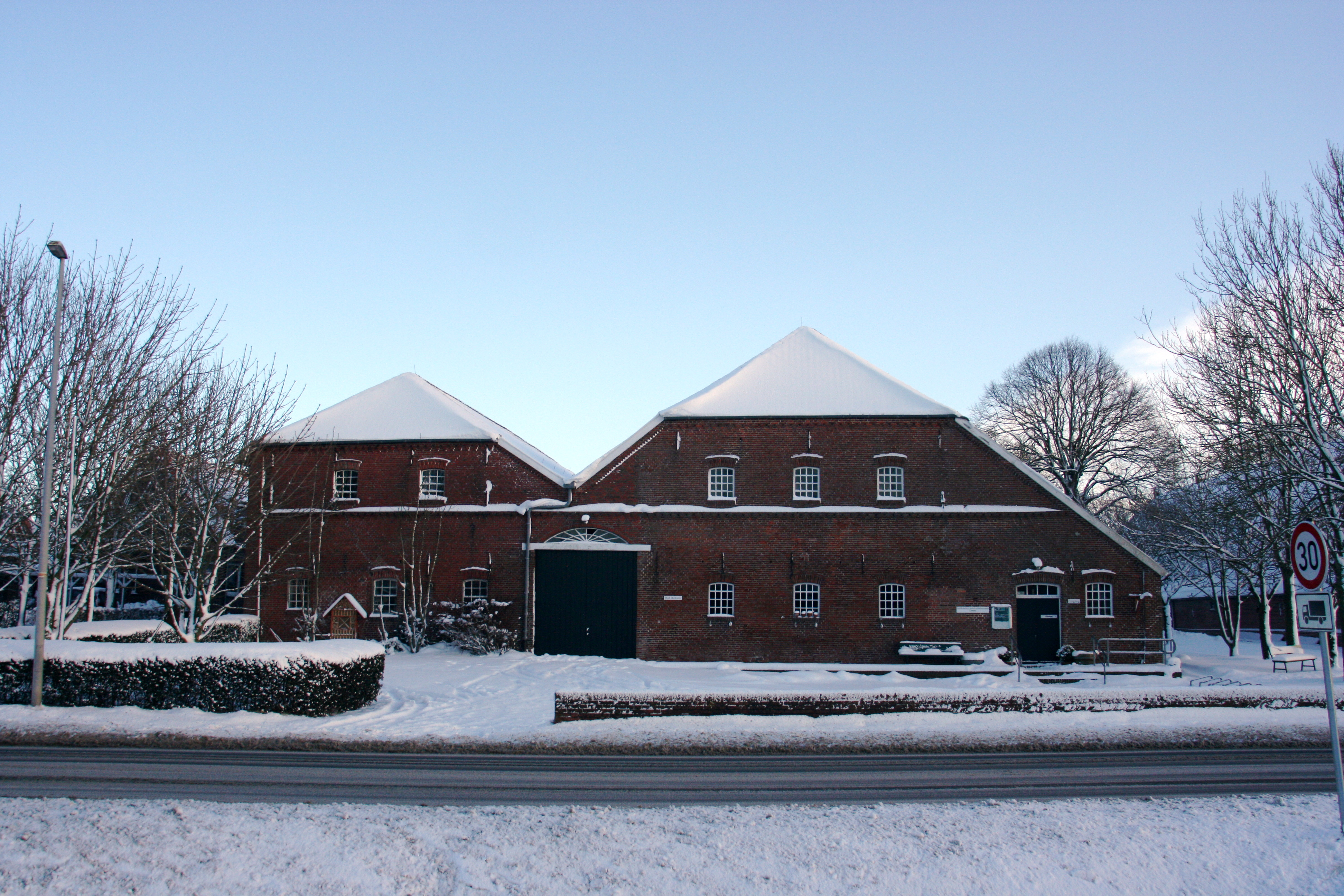
Museu de l'Agricultura (Ostfriesisches Landwirtschaftsmuseum)